# أنيسة عبود
أنيسة عبود شاعرة وأديبة وروائية سورية عضو اتحاد الكتاب العرب، دكتورة، مهندسة وباحثة في العلوم الزراعية وعملت في الصحافة السورية والعربية منذ بداية طريقها الأدبي.
تعد الأديبة أنيسة عبود واحدة من المبدعات السوريات الأكثر حضورا على الساحة الثقافية السورية والعربية، فوزها بالجائزة الأولى في الرواية العربية-المجلس الأعلى للثقافة القاهرة، عن رواية \”النعنع البري\” التي كانت بمثابة المفصل الإبداعي الحقيقي في حياتها الأدبية. شاعرة وأديبة وروائية عضو اتحاد الكتاب العرب. دكتورة مهندسة باحثة في العلوم الزراعية، عملت في الصحافة السورية والعربية منذ بداية طريقها الأدبي

## نشأتها
دكتورة مهندسة زراعية وباحثة في العلوم الزراعية . عضو اتحاد الكتاب العرب وهي تكتب الشعر والقصة القصيرة والرواية والمقالات الصحفية في الصحف السورية والعربية
رئيسة المكتب الصحفي لوزارة الزراعة
من أقوالها المشهورة "ما أكثرني .. مزدحمةٌ بنفسي .. ما أشد وحشتي .. ليس في عيني أحد "

## أعمالها
- حائزة على جائزة الرواية العربية من المجلس الأعلى للثقافة في مصر عن رواية (النعنع البري) التي أعيدت طباعتها مرات كثير وترجمت إلى 8 لغات
- من الكتب الروائية (النعنع البري)[1] (بابُ الحيرة)[2] (ركام الزمن ركام امرأة)[3] (حرير اسود)[4] (قبل الابد برصاصة)[5] ( شك البنت - خرز الأيام )[6]
- في القصة منها ( حريق في سنابل الذاكرة )[7] (حين تنزع الأقنعة )[8] (تفاصيل أخرى للعشق)[9] (غسق الأكاسيا)[10]
- في الشعر (مشكاة الكلام)[11] (قميص الأسئلة)[12]
- آلاف المقالات في الصحف العربية والصحف السورية وخاصة زاوية معا على الطريق في جريدة الثورة وجاليا في زاوية آفاق في جريدة تشرين
- شاركت في هيئة تحرير الأسبوع الأدبي
- ترأس المركز الصحفي لهيئة البحوث العلمية في سوريا
- شاركت في مؤتمرات عربية ودولية وترجمت بعض القصص والأشعار إلى لغات عديدة